# Danh sách quốc gia theo dân số năm 1900
Danh sách quốc gia theo dân số năm 1900 với số ước tính là từ đầu năm. Số liệu dân số chính xác là đối với những nước đã có một cuộc điều tra dân số trong năm 1900.

## Dân số thế giới năm 1900
Dân số thế giới năm 1900, ước tính theo nguồn Population Statistics.
| Nước/vùng lãnh thổ                                   | Dân số 1900   |
| ---------------------------------------------------- | ------------- |
| Thế giới                                             | 1.700.000.000 |
| Afghanistan                                          | 5.000.000     |
| Andorra                                              | 6.000         |
| Arabia                                               | 4.218.000     |
| Argentina                                            | 5.800.000     |
| Áo-Hung                                              | 51.356.465    |
| Bohemia (Áo-Hung)                                    | 12.825.000    |
| Bosna và Hercegovina (Áo-Hung)                       | 1.200.000     |
| Vương quốc Croatia-Slavonia (Áo-Hung)                | 2.201.000     |
| Bỉ                                                   | 6.136.000     |
| Bolivia                                              | 1.500.000     |
| Brasil                                               | 17.000.000    |
| Bulgaria                                             | 3.154.000     |
| Canada                                               | 5.500.000     |
| Chile                                                | 2.867.000     |
| Trung Quốc                                           | 415.001.488   |
| Colombia                                             | 4.604.000     |
| Costa Rica                                           | 341.600       |
| Đan Mạch (chính quốc)                                | 2.182.000     |
| Quần đảo Faroe (Đan Mạch)                            | 17.000        |
| Greenland (Đan Mạch)                                 | 13.000        |
| Iceland (Đan Mạch)                                   | 82.000        |
| Quần đảo Virgin (Đan Mạch)                           | 28.000        |
| Cộng hòa Dominica                                    | 610.000       |
| Ecuador                                              | 1.271.000     |
| El Salvador                                          | 1.116.300     |
| Abyssinia                                            | 4.000.000     |
| Đệ tam Cộng hòa Pháp (chính quốc)                    | 38.000.000    |
| Algérie (Pháp)                                       | 4.000.000     |
| An Nam, hay Trung Kỳ (Pháp)                          | 6.000.000     |
| Nam Kỳ, hay Cochinchine (Pháp)                       | 3.200.000     |
| Bắc Kỳ, hay Tonkin (Pháp)                            | 6.000.000     |
| Campuchia (Pháp)                                     | 1.500.000     |
| Tchad (Pháp)                                         | 810.000       |
| Comoros (Pháp)                                       | 112.000       |
| Congo thuộc Pháp (Pháp)                              | 280.000       |
| Dahomey (Pháp)                                       | 570.000       |
| Soudan thuộc Pháp (Pháp)                             | 2.800.000     |
| Gabon (Pháp)                                         | 240.000       |
| Guadeloupe (Pháp)                                    | 190.000       |
| Guyane thuộc Pháp (Pháp)                             | 24.000        |
| Guinée thuộc Pháp (Pháp)                             | 1.600.000     |
| Ấn Độ thuộc Pháp (Pháp)                              | 280.000       |
| Bờ Biển Ngà (Pháp)                                   | 950.000       |
| Quảng Châu Loan (Pháp)                               | 185.000       |
| Lào (Pháp)                                           | 550.000       |
| Madagascar (Pháp)                                    | 2.706.700     |
| Martinique (Pháp)                                    | 185.000       |
| Mauretania (Pháp)                                    | 540.000       |
| Nouvelle-Calédonie (Pháp)                            | 54.000        |
| Niger (Pháp)                                         | 1.570.000     |
| Oubangui-Chari (Pháp)                                | 630.000       |
| Polynésie thuộc Pháp (Pháp)                          | 30.000        |
| Réunion (Pháp)                                       | 178.000       |
| Saint Pierre và Miquelon (Pháp)                      | 5.000         |
| Sénégal (Pháp)                                       | 1.230.000     |
| Somaliland thuộc Pháp (Pháp)                         | 50.000        |
| Tunis (Pháp)                                         | 1.890.000     |
| Thượng Volta (Pháp)                                  | 2.375.000     |
| Wallis và Futuna (Pháp)                              | 6.000         |
| Đế quốc Đức (chính quốc)                             | 56.000.000    |
| Cameroon (Đức)                                       | 3.500.000     |
| Quần đảo Caroline (Đức)                              | 36.000        |
| Đông Phi thuộc Đức (Đức)                             | 3.500.000     |
| Vịnh Giao Châu (Đức)                                 | 60.000        |
| Quần đảo Mariana (Đức)                               | 2.500         |
| Quần đảo Marshall (Đức)                              | 15.000        |
| Micronesia (Đức)                                     | 15.000        |
| Nauru (Đức)                                          | 1.500         |
| New Guinea thuộc Đức (Đức)                           | 188.000       |
| Palau (Đức)                                          | 4.000         |
| Ruanda-Urundi (Đức)                                  | 2.700.000     |
| Samoa thuộc Đức (Đức)                                | 37.000        |
| Quần đảo Solomon thuộc Đức (Đức)                     | 50.000        |
| Tây Nam Phi thuộc Đức (Đức)                          | 210.000       |
| Togoland (Đức)                                       | 920.000       |
| Vương quốc Hy Lạp                                    | 2.800.000     |
| Guatemala                                            | 1.046.000     |
| Ý (chính quốc)                                       | 32.000.000    |
| Somaliland thuộc Ý (Ý)                               | 400.000       |
| Eritrea (Ý)                                          | 220.000       |
| Đế quốc Nhật Bản (chính quốc)                        | 42.000.000    |
| Formosa (Đài Loan) (Nhật Bản)                        | 3.500.000     |
| Đế quốc Đại Hàn                                      | 12.000.000    |
| Liberia                                              | 664.000       |
| Liechtenstein                                        | 10.000        |
| Luxembourg                                           | 252.000       |
| México                                               | 12.050.000    |
| Monaco                                               | 19.000        |
| Montenegro                                           | 320.000       |
| Moresnet                                             | 3.000         |
| Maroc                                                | 8.000.000     |
| Muscat và Oman                                       | 500.000       |
| Nepal                                                | 4.789.000     |
| Hà Lan (chính quốc)                                  | 5.616.000     |
| Antille thuộc Hà Lan (Hà Lan)                        | 44.000        |
| Surinam (Hà Lan)                                     | 86.000        |
| Đông Ấn thuộc Hà Lan                                 | 45.500.000    |
| Nicaragua                                            | 515.000       |
| Na Uy                                                | 2.240.000     |
| Đất nước tự do Orange                                | 400.000       |
| Đế quốc Ottoman                                      | 30.860.000    |
| Tripoli (Ottoman)                                    | 1.000.000     |
| Crete (Ottoman)                                      | 310.000       |
| Panama                                               | 318.000       |
| Paraguay                                             | 715.000       |
| Ba Tư                                                | 7.000.000     |
| Peru                                                 | 3.700.000     |
| Vương quốc Bồ Đào Nha (chính quốc)                   | 5.758.000     |
| Açores (Bồ Đào Nha)                                  | 260.000       |
| Cabo Verde (Bồ Đào Nha)                              | 140.000       |
| Đông Phi thuộc Bồ Đào Nha (Bồ Đào Nha)               | 2.600.000     |
| Guiné (Bồ Đào Nha)                                   | 200.000       |
| Ấn Độ thuộc Bồ Đào Nha (Bồ Đào Nha)                  | 475.000       |
| Ma Cao (Bồ Đào Nha)                                  | 80.000        |
| Madeira (Bồ Đào Nha)                                 | 160.000       |
| São Tomé và Príncipe (Bồ Đào Nha)                    | 61.000        |
| Timor (Bồ Đào Nha)                                   | 300.000       |
| Tây Phi thuộc Bồ Đào Nha (Bồ Đào Nha)                | 2.400.000     |
| România                                              | 6.630.000     |
| Đế quốc Nga (chính quốc)                             | 67.500.000    |
| Bukhara (Nga)                                        | 1.250.000     |
| Đại Công quốc Phần Lan (Nga)                         | 2.655.900     |
| Khiva (Nga)                                          | 400.000       |
| Ba Lan (Nga)                                         | 17.138.700    |
| San Marino                                           | 11.000        |
| Vương quốc Serbia Vương quốc Serbia                  | 2.650.000     |
| Nam Phi                                              | 1.400.000     |
| Tây Ban Nha (chính quốc)                             | 20.750.000    |
| Fernando Po (Tây Ban Nha)                            | 25.000        |
| Quần đảo Canaria (Tây Ban Nha)                       | 360.000       |
| Elobey, Annobón và Corisco (Tây Ban Nha)             | 3.000         |
| Guinea thuộc Tây Ban Nha, hay Rio Muni (Tây Ban Nha) | 150.000       |
| Honduras (Tây Ban Nha)                               | 505.000       |
| Maroc thuộc Tây Ban Nha (Tây Ban Nha)                | 22.000        |
| Rio de Oro (Tây Ban Nha)                             | 40.000        |
| Thụy Điển                                            | 5.140.000     |
| Thụy Sĩ                                              | 3.525.300     |
| Vương quốc Tavolara                                  | 55            |
| Xiêm                                                 | 7.200.000     |
| Tây Tạng                                             | 4.200.000     |
| Tonga                                                | 21.000        |
| Liên hiệp Anh (gồm cả Ireland)                       | 38.000.000    |
| Tân Hebrides (Anh Quốc & Pháp)                       | 50.000        |
| Aden (Anh Quốc)                                      | 45.000        |
| Anguilla (Anh Quốc)                                  | 4.500         |
| Antigua (gồm Barbuda và Redonda) (Anh Quốc)          | 35.000        |
| Đảo Ascension (Anh Quốc)                             | 100           |
| Úc (Anh Quốc)                                        | 4.000.000     |
| Bahamas (Anh Quốc)                                   | 55.000        |
| Bahrain (Anh Quốc)                                   | 70.000        |
| Barbados (Anh Quốc)                                  | 182.000       |
| Basutoland (Anh Quốc)                                | 383.000       |
| Bechuanaland (Anh Quốc)                              | 90.000        |
| Bermuda (Anh Quốc)                                   | 20.000        |
| Bhutan (Anh Quốc/Đế quốc Ấn Độ)                      | 280.000       |
| Đế quốc Ấn Độ (Anh Quốc)                             | 280.912.000   |
| Somaliland thuộc Anh (Anh Quốc)                      | 300.000       |
| Ceylon (Anh Quốc)                                    | 3.700.000     |
| Brunei (Anh Quốc)                                    | 22.000        |
| Cape Colony (Anh Quốc)                               | 2.500.000     |
| Quần đảo Cayman (Anh Quốc)                           | 5.000         |
| Guernsey (Quần đảo Eo Biển, UK)                      | 42.000        |
| Jersey (Quần đảo Eo Biển, UK)                        | 54.000        |
| Natal (Anh Quốc)                                     | 1.200.000     |
| Síp (Anh Quốc)                                       | 240.000       |
| Dominica (Anh Quốc)                                  | 32.000        |
| Sudan (Anh Quốc/Ai Cập)                              | 4.800.000     |
| Ai Cập (Anh Quốc)                                    | 8.000.000     |
| Quần đảo Ellice (Anh Quốc)                           | 2.400         |
| Quần đảo Falkland/Malvinas (Anh Quốc)                | 2.300         |
| Malaya (Anh Quốc)                                    | 900.000       |
| Fiji (Anh Quốc)                                      | 125.000       |
| Gibraltar (Anh Quốc)                                 | 29.000        |
| Quần đảo Gilbert (Anh Quốc)                          | 30.000        |
| Bờ Biển Vàng (Anh Quốc)                              | 2.800.000     |
| Grenada (Anh Quốc)                                   | 70.000        |
| Guiana thuộc Anh (Anh Quốc)                          | 300.000       |
| Honduras thuộc Anh (Anh Quốc)                        | 45.000        |
| Hồng Kông (Anh Quốc)                                 | 325.000       |
| Sikkim (Anh Quốc/Đế quốc Ấn Độ)                      | 60.000        |
| Ireland (Anh Quốc)                                   | 3.220.000     |
| Đảo Man (Anh Quốc)                                   | 57.000        |
| Jamaica (Anh Quốc)                                   | 820.000       |
| Kenya (Anh Quốc)                                     | 1.700.000     |
| Kuwait (Anh Quốc)                                    | 40.000        |
| Maldives (Anh Quốc)                                  | 56.000        |
| Malta (Anh Quốc)                                     | 195.000       |
| Mauritius (Anh Quốc)                                 | 375.000       |
| Montserrat (Anh Quốc)                                | 12.000        |
| New Zealand (Anh Quốc)                               | 967.000       |
| Quần đảo Cook (Anh Quốc)                             | 6.000         |
| Newfoundland (Anh Quốc)                              | 230.000       |
| Niue (Anh Quốc)                                      | 4.000         |
| Bắc Borneo (Anh Quốc)                                | 300.000       |
| Bắc Nigeria (Anh Quốc)                               | 8.500.000     |
| Bắc Rhodesia (Anh Quốc)                              | 770.000       |
| Nyasaland (Anh Quốc)                                 | 850.000       |
| Quần đảo Phoenix (Anh Quốc)                          | 69            |
| Quần đảo Pitcairn (Anh Quốc)                         | 170           |
| Qatar (Anh Quốc)                                     | 11.000        |
| Saint Helena (Anh Quốc)                              | 4.500         |
| Saint Kitts (gồm cả Nevis) (Anh Quốc)                | 45.000        |
| Saint Lucia (Anh Quốc)                               | 50.000        |
| Saint Vincent và Grenadines (Anh Quốc)               | 49.000        |
| Seychelles (Anh Quốc)                                | 22.000        |
| Sierra Leone (Anh Quốc)                              | 1.000.000     |
| Quần đảo Solomon (Anh Quốc)                          | 135.000       |
| Nam Nigeria (Anh Quốc)                               | 7.500.000     |
| Nam Rhodesia (Anh Quốc)                              | 734.000       |
| Đảo Giáng Sinh (Anh Quốc)                            | 900           |
| Quần đảo Cocos (Anh Quốc)                            | 650           |
| Các khu định cư Eo biển (Anh Quốc)                   | 550.000       |
| Swaziland (Anh Quốc)                                 | 90.000        |
| Lãnh thổ Papua (Anh Quốc, thực tế thuộc Úc)          | 400.000       |
| Sarawak (Anh Quốc)                                   | 500.000       |
| Tokelau (Anh Quốc)                                   | 500           |
| Transvaal Colony (UK)                                | 1.400.000     |
| Trinidad và Tobago (Anh Quốc)                        | 320.000       |
| Tristan da Cunha (Anh Quốc)                          | 95            |
| Oman Ngừng bắn (Anh Quốc)                            | 70.000        |
| Quần đảo Turks và Caicos (Anh Quốc)                  | 5.500         |
| Uganda (Anh Quốc)                                    | 1.800.000     |
| Quần đảo Virgin thuộc Anh (Anh Quốc)                 | 5.000         |
| Witu (Anh Quốc)                                      | 15.000        |
| Zanzibar (Anh Quốc)                                  | 250.000       |
| Gambia (Anh Quốc)                                    | 165.000       |
| Uruguay                                              | 1.026.000     |
| Hoa Kỳ (chính quốc)                                  | 75.994.575    |
| Alaska (Hoa Kỳ)                                      | 63.592        |
| Cuba (Hoa Kỳ)                                        | 1.500.000     |
| Guam (Hoa Kỳ)                                        | 12.000        |
| Hawaii (Hoa Kỳ)                                      | 154.000       |
| Philippines (Hoa Kỳ)                                 | 8.000.000     |
| Porto Rico (Hoa Kỳ)                                  | 1.100.000     |
| Samoa thuộc Mỹ (Hoa Kỳ)                              | 6.000         |
| Vatican                                              | 700           |
| Venezuela                                            | 2.741.000     |